# 摩西·卡索拉
摩西·卡索拉（法語：Moïse Cassorla，1913年8月12日—1990年6月22日）出生於前塞爾維亞王國的比托拉市鎮，是一位已故法國猶太教的拉比。

## 生平
1936年他前往法國巴黎就讀法國猶太神學院，接受完整的猶太教拉比訓練，1938年7月起在圖盧茲擔任拉比，第二次世界大戰期間，他被納粹追捕進集中營裡，二次世界大戰結束之後，他們搬遷到布洛涅-比揚古擔任拉比，直到20世紀末退休後搬遷到以色列。

## 受獎
- 學術棕櫚勳章